# Rossini Macedo
'Rossini' Macedo (Picuí, 27 de março de 1966), é um humorista, empresário e apresentador brasileiro, mais conhecido pelo personagem Tonho dos Couros.

## Carreira
O humorista começou sua carreira tardiamente, aos 30 anos. Inicialmente, era empresário e produzia bolsas, carteiras e cintos de couro. Por motivos financeiros e de saúde, abandonou o ramo empresarial e resolveu se dedicar ao que mais gostava de fazer: contar piadas. Seu principal personagem é "Tonho dos Couros", um típico matuto nordestino.
Ele teve seu talento reconhecido nacionalmente quando, em 2004, venceu o "Primeiro Concurso Nacional de Piadas" do programa Show do Tom, apresentado pelo humorista Tom Cavalcante, na TV Record. Em 2005 recebeu o troféu Show do Tom como melhor humorista do ano.
Rossini mantém programas e esquetes em mais de 60 rádios nacionais, entre as quais a Rádio do Riso, primeira do mundo dedicada exclusivamente ao humor. Também fez parte do elenco da Escolinha do Gugu na TV Record.
Lançou em toda sua carreira 12 CDs, 2 DVDs e 2 livros, sendo o CD Vol.9 o CD de piadas mais vendido do Brasil.
Desde 2009, vem ministrando palestras motivacionais, experiência o levou a publicar o livro "O Sorriso é a Fonte da Vitória" (144 páginas), pela Ideia Editora.
Em 2014, Rossini Macedo foi candidato a deputado federal pelo Espírito Santo pelo Partido Republicano Progressista (PRP) e não foi eleito. Obteve 15.505 votos
Hoje Rossini é apresentador de um programa talk show chamado Bom de Papo que vai ao ar de segunda a sexta às 7h30 na TV Tribuna SBT ES. Também apresenta um programa na Rádio MIX FM Vitória 106.9 de segunda a sexta ao meio dia.

## Vida pessoal
Casado e pai de dois filhos, atualmente o humorista vive na cidade de Vitória no  Espírito Santo.